# Pancho Villa (bokser)
Pancho Villa, geboren als Francisco Guilledo, (Ilog, 1 augustus 1901 - 14 juli 1925) was een Filipijns bokser. Villa was van 1923 tot zijn dood in 1925 wereldkampioen vlieggewicht en wordt beschouwd als een van de beste Filipijnse boksers ooit.

## Biografie
Pancho Villa werd geboren als Francisco Guilledo in 1901 in Ilog, Negros Occidental. Zijn vader verliet het gezin toen hij zes maanden oud was. In zijn jeugd woonde hij samen met zijn moeder op een haciënda waar hij zijn moeder hielp met het werk. Op 11-jarige leeftijd reisde hij naar Iloilo City, waar hij de kost verdiende als schoenenpoetser. In Iloilo raakte hij bevriend met een lokale bokser. Samen met hem vertrok hij naar Manilla, waar hij in Tondo regelmatig bokste met vrienden. Al snel trok hij de aandacht en in 1919 vocht hij zijn eerste professionele bokspartij tegen Kid Castro. Binnen twee jaar was hij Filipijns kampioen vlieggewicht. Villa vocht in die periode veel partijen, soms niet langer dan een week na elkaar en veelal tegen veel grotere tegenstanders. In totaal verloor hij in zijn beginperiode in de Filipijnen drie keer en won hij twee Filipijnse titels.
In 1922 ontving hij een uitnodiging van bokspromotor Tex Rickard om in de Verenigde Staten te komen boksen. Zijn eerste twee gevechten tegen Abe Goldstein en Frankie Genaro eindigden onbeslist. Op 15 september 1922 mocht hij het opnemen tegen de Amerikaans kampioen vlieggewicht Johnny Buff. Hij won dat gevecht door een knock-out in de 11e ronde. Begin 1923 verloor hij de titel, door een zwaar omstreden verlies op punten, weer aan Frankie Genaro. Ondanks deze verliespartij kreeg Villa de kans om het op 18 juni 1923 op te nemen tegen voormalig wereldkampioen vlieggewicht Jimmy Wilde, die voor het gevecht een comeback maakte. Inzet van de strijd was de vacante wereldtitel vlieggewicht. Villa won het gevecht en daarmee de wereldtitel in New York voor een publiek van 20.000 man door een knock-out in de 7e ronde. De twee jaar daarop verdedigde hij de wereldtitel diverse malen met succes. In september 1924 keerde hij voor even terug in zijn vaderland, waar hij in Manilla een heldenontvangst kreeg. In Manilla nam hij het op 2 mei 1925 met succes op tegen Clever Sencio.
Na die winstpartij vertrok hij weer naar de Verenigde Staten om zich voor te bereiden op zijn volgende gevecht, een gevecht tegen Jimmy McLarnin waarin zijn wereldtitel niet op het spel stond. Kort voor het gevecht op 4 juli kreeg Villa last van kiespijn en raakte zijn gezicht opgezwollen. Hij liet zijn kies trekken en besloot het gevecht toch te laten doorgaan, dat hij gehinderd door zijn opgezwollen gezicht verloor. Enkele dagen na het gevecht werd Villa met spoed opgenomen in het ziekenhuis. Daar bleek dat hij leed aan Ludwigs Angina, een bacteriële infectie aan de keel. Een spoedoperatie mocht niet baten. Hij raakte in coma en overleed de volgende dag. Zijn lichaam werd overgebracht naar de Filipijnen, waar hij in augustus 1925 werd begraven op Manila North Cemetery.

## Postuum eerbetoon
In oktober 1961 werd Villa door Ring Magazine in hun Hall of Fame geplaatst. Enkele tientallen jaren later, in 1991 werd hij toegelaten tot de International Boxing Hall of Fame. Hij was daarmee na Gabriel Elorde de tweede Filipijnse bokser die deze eer ontving. In 1999 werd Villa (samen met Biguel Canto) uitgeroepen tot de beste vlieggewicht boksers van de 20e eeuw en in 2000 werd hij gekozen als een van de beste Filipijnse sporters van het millennium.